# Himalaya-Maulwurf
Der Himalaya-Maulwurf (Euroscaptor micrurus, auch Euroscaptor micrura) ist eine Säugetierart aus der Gattung der Südostasiatischen Maulwürfe innerhalb der Maulwürfe (Talpidae). Er kommt in Teilen des Himalaya vom westlichen Yunnan in China über Nepal und Bhutan bis in das nordöstliche Indien vor. Dort bewohnt er waldreiche Gebirgslandschaften. Über die Lebensweise der Tiere ist bis auf ihre im Erdreich grabende Aktivität kaum etwas bekannt. Besonderes Kennzeichen des Himalaya-Maulwurfs ist der kurze Schwanz. Ansonsten ähnelt er mit seinem langgestreckten Körper, dem kurzen Hals und den grabschaufelartigen Vorderbeinen anderen Südostasiatischen Maulwürfen. Seine wissenschaftliche Benennung datiert in das Jahr 1841. Eine Zeit lang wurde die Art als sehr umfassend betrachtet und enthielt alle Maulwürfe des südöstlichen und östlichen Asiens. Der Bestand gilt als nicht gefährdet.

## Merkmale
Der Himalaya-Maulwurf erreicht eine Kopf-Rumpf-Länge von etwa 12,8 bis 13,5 cm und eine Schwanzlänge von 0,5 bis 0,9 cm. Das Gewicht liegt bei 44 bis 72 g. Äußerlich ähnelt die Art den anderen Vertretern der Südostasiatischen Maulwürfe, was sich durch den langgestreckten Körper, den kurzen Hals und die zum Graben geeigneten Vorderbeine ausdrückt. Mit einem dunkel-schwarzbraunen Fell kommt der Himalaya-Maulwurf dem Kloss-Maulwurf (Euroscaptor klossi) nahe, ersterer besitzt jedoch einen deutlich kürzeren, keulenförmigen Schwanz. Der Hinterfuß erreicht eine Länge von 1,5 bis 1,6 cm. Im Gebissaufbau entspricht der Himalaya-Maulwurf mit 44 Zähnen ebenfalls den anderen Angehörigen der Gattung.

## Verbreitung und Lebensraum

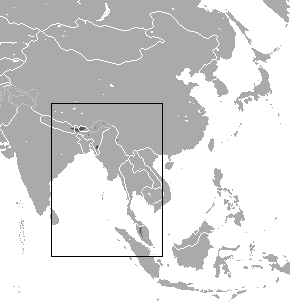
Verbreitungsgebiet des Himalaya-Maulwurfs

Der Himalaya-Maulwurf lebt in Teilen des Himalaya vom westlichen Yunnan in China über das östliche Nepal und Bhutan bis in das nordöstliche Indien. Der Lebensraum besteht aus subtropischen und tropischen Wäldern sowohl in Hügellandschaften als auch auf Ebenen mit laubbedeckten oder fels- und kiesreichen Böden. Die Höhenverbreitung reicht von 100 bis etwa 2750 m. Dieses weit westliche Vorkommen des Himalaya-Maulwurfs ist von anderen Arten der Gattung durch die Flusssysteme des Brahmaputra und des Irrawaddy getrennt.

## Lebensweise
Die Lebensweise des Himalaya-Maulwurfs ist so gut wie unerforscht. Wie alle Südostasiatischen Maulwürfe gräbt er Tunnel und Baue im Untergrund. Diese verlaufen oberflächennah und können sich über eine Länge von 30 bis 40 m ausdehnen. Einzelne Gänge haben Durchmesser von 9 bis 15 cm. Wahrscheinlich schüttet der Himalaya-Maulwurf keine Auswurfhügel (Maulwurfshügel) auf, wie es auch vom Malaysia-Maulwurf (Euroscaptor malayanus) bekannt ist.

## Systematik
Der Himalaya-Maulwurf ist eine Art aus der Gattung der Südostasiatischen Maulwürfen (Euroscaptor), die neun weitere Angehörige einschließt. Art und Gattung werden zur Familie der Maulwürfe (Talpidae) gezählt, innerhalb derer sie gemeinsam mit weiteren eurasisch verbreiteten Artengruppen die Tribus der Eigentlichen Maulwürfe (Talpini) bilden. Die Tribus vereint die zumeist grabenden Vertreter der Maulwürfe, andere Mitglieder der Familie leben dagegen nur teilweise unterirdisch, bewegen sich oberirdisch fort oder sind an eine semi-aquatische Lebensweise angepasst. Nach molekulargenetischen Untersuchungen können die Südostasiatischen Maulwürfe in zwei Verwandtschaftsgruppen aufgeteilt werden: eine westliche longirostris-Gruppe um den Langnasen-Maulwurf (Euroscaptor longirostris) und eine östliche parvidens-Gruppe um den Pakho-Maulwurf (Euroscaptor parvidens). Die Trennung der beiden Linien fand im Verlauf des Oberen Miozäns vor gut 10 bis 7 Millionen Jahren statt. Die genaue verwandtschaftliche Position des Himalaya-Maulwurfs ist nicht geklärt, da noch kein genetisches Material sequenziert wurde.
Die wissenschaftliche Erstbeschreibung des Himalaya-Maulwurfs erfolgte durch Brian Houghton Hodgson im Jahr 1841 unter der Bezeichnung Talpa micrurus. Hodgson gab die neue Art innerhalb eines Katalogs zur Fauna Nepals an und lieferte eine kurze Beschreibung ab. Hierbei hob er vor allem den kurzen Schwanz hervor. Da er keinen speziellen Fundort erwähnte, sondern seinen Bericht lediglich mit Valley of Nepal unterschrieb, wird Nepal als Typusgebiet angesehen. Die von Hodgson falsch verwendete Genus-Endung micrurus erfuhr in der Folgezeit eine Korrektur zu Talpa micrura, so unter anderem von Edward Blyth 1842 und 1843, als dieser einzelne Maulwürfe aus dem nördlichen Indien unter der Bezeichnung Talpa cryptura vorstellte. Auch Hodgson selbst passte den Namen im Jahr 1858 in einem kurzen Bericht an, in dem er wiederum mit Talpa macrura eine weitere Art einführte. Beide unterschieden sich von der zuvor benannten Art weitgehend nur durch die Schwanzlänge, sie werden heute als synonym zum Himalaya-Maulwurf angesehen.
Im Jahr 1940 etablierte Gerrit S. Miller die Gattung Euroscaptor und schloss in diese auch den Himalaya-Maulwurf ein, wobei er die Artbezeichnung micrura übernahm und so wieder eine falsche Geschlechtsendung erzeugte. Die neue Gattung hatte anfangs kaum Bestand, da nur acht Jahre später Ernst Schwarz alle Maulwürfe Südost- und Ostasiens mit den Eurasischen Maulwürfen (Talpa) gleichsetzte. Außerdem vereinte er alle Formen des südöstlichen  und östlichen Asiens in eine Art, die er mit Talpa micrura angab und innerhalb der er verschiedene Unterarten auswies. Dadurch bildeten in der nachfolgenden Zeit nahezu alle Maulwurfsvertreter der genannten Region eine Unterart des Himalaya-Maulwurfs. Das Konzept wurde weitgehend erst Mitte der 1980er Jahre aufgegeben und die Gattungen Euroscaptor für die Südostasiatischen Maulwürfe, Mogera für die Ostasiatischen Maulwürfe, Parascaptor für den Weißschwanzmaulwurf und Scaptochirus für den Kurzgesichtmaulwurf wieder separat geführt. Dadurch erhielt die von Miller geprägte Bezeichnung Euroscaptor micrura wieder Gültigkeit. Eine Anpassung des Artgenus an den Gattungsnamen findet sich erst im achten Band des Standardwerkes Handbook of the Mammals of the World aus dem Jahr 2018, so dass heute Euroscaptor micrurus der korrekte Artname ist.
Eine Zeitlang wurde auch der auf der Malaiischen Halbinsel heimische Malaysia-Maulwurf (Euroscaptor malayanus) dem Himalaya-Maulwurf zugesprochen. In der ursprünglichen Beschreibung sah Frederick Nutter Chasen diesen 1940 noch als dem Kloss-Maulwurf (Euroscaptor klossi) zugehörig an, doch spätere Autoren verwiesen ihn in den 1970er Jahren zum Himalaya-Maulwurf, was unter anderem auch 2003 von Shin-ichiro Kawada übernommen wurde. Fünf Jahre später hob ein Autorenteam um Kawada die malaiischen Maulwürfe in den eigenen Artstatus. Unterarten des Himalaya-Maulwurfs sind nicht beschrieben.

## Bedrohung und Schutz
Die Art wird aufgrund des großen Verbreitungsgebietes, der angenommenen großen Bestandszahlen und dem Vorkommen in mehreren Schutzgebieten, beispielsweise dem Murlen-Nationalpark und dem Kaziranga-Nationalpark, von der IUCN als „nicht gefährdet“ (least concern) gelistet. Bedrohungen für den Gesamtbestand des Himalaya-Maulwurfs sind nicht bekannt, in Nordindien ist er jedoch durch die Rodung von Wäldern und die Ausweitung landwirtschaftlicher Flächen sowie die Bejagung als Fleischquelle lokal gefährdet. Für eine genauere Einschätzung bedarf es weiterer Untersuchungen zur Verbreitung, zur Bestandsdichte und zur Lebensweise der Tiere.